# Шатурское благочиние
Шатурское благочиние — округ Балашихинской епархии Русской православной церкви, объединяющий приходы в пределах городского округа Шатура Московской области. В настоящее время в округе 17 приходов.
Благочинный округа — иерей Иоанн Депутатов, настоятель Никольского храма в Шатуре.
Благочиние образовано в 1992 году. 
Канцелярия благочиния: Московская область, Шатурский район, село Туголес, Пятницкая церковь. Телефон (496) 456-29-21.

## Храмы благочиния
| Название                                           | Период строительства | Краткое описание | Изображение | Адрес и официальный сайт                                                                                          |
| -------------------------------------------------- | -------------------- | --- | ----------- | --- |
| Церковь Спаса Преображения                         | 1898—1904            | Кирпичный храм в русском стиле. Престолы: - Николая Чудотворца - Казанской иконы Божией Матери Настоятель — иеромонах Петр (Чернышов) Объект культурного наследия № 5000002769 |             | Московская область, Шатурский район, деревня Андреевские Выселки 55°37′40″ с. ш. 39°31′35″ в. д. Официальный сайт |
| Церковь Покрова Пресвятой Богородицы               | 1862—1875            | Храм в русско-византийском стиле. Престолы: - Николая Чудотворца - Покрова Пресвятой Богородицы - Троицы Живоначальной Настоятель — протоиерей Михаил Депутатов Объект культурного наследия № 5000002770 |             | Московская область, Шатурский район, село Власово 55°39′52″ с. ш. 39°45′08″ в. д. Официальный сайт                |
| Храм иконы Божией Матери «Целительница»            | 2008                 | Домовый храм при Центральной районной больнице Шатуры. Настоятель — священник Иоанн Депутатов |             | Московская область, город Шатура 55°34′56″ с. ш. 39°32′26″ в. д. Официальный сайт                                 |
| Церковь Анны праведной Зачатия                     | 1896                 | Кирпичный храм в русском стиле. Храм приписан к Церкви Троицы Живоначальной в селе Шарапово. Настоятель — священник Евгений Шевыкин |             | Московская область, Шатурский район, деревня Гора 55°21′40″ с. ш. 39°38′08″ в. д. Официальный сайт                |
| Церковь Великомученика Димитрия Солунского         | 1853—1864            | Однокупольный кирпичный храм в стиле позднего классицизма с трапезной. Престолы: - Троицы Живоначальной - Казанской иконы Божией Матери Настоятель — протоиерей Владимир Копенкин Объект культурного наследия № 5000002773 |             | Московская область, Шатурский район, село Дмитровский Погост 55°19′00″ с. ш. 39°49′43″ в. д. Официальный сайт     |
| Церковь Тихвинской иконы Божией Матери             | 1895—1903            | Кирпичный четырёхстолпный пятиглавый храм в русском стиле с шатровыми куполами. Престолы: - Воздвижение Креста Господня - Иконы Знамения Божией Матери - Петра митрополита Московского и преподобной Марии Настоятель — протоиерей Владимир Копенкин Объект культурного наследия № 5000002768                                        |             | Московская область, Шатурский район, деревня Евлево 55°14′20″ с. ш. 40°02′22″ в. д.                               |
| Церковь Рождества Христова                         | 1841—1851            | Кирпичная церковь в стиле ампир. Храм приписан к церкви иконы Божией Матери «Всех скорбящих Радость» города Рошаль. Престолы: - Рождества Христова - Иконы Знамения Пресвятые Богородицы - Святого Николая Чудотворца Настоятель — священник Иоанн Депутатов                                                                         |             | Московская область, Шатурский район, урочище Илкодино 55°48′19″ с. ш. 39°48′00″ в. д.                             |
| Церковь Рождества Пресвятой Богородицы             | 1832                 | Здание типа восьмерик на четверике с трапезной и колокольней. Храм приписан к церкви иконы Божией Матери «Всех скорбящих Радость» города Рошаль. Престолы: - Рождества Пресвятыя Богородицы - Святого Николая Чудотворца - Преподобного Сергия Радонежского Настоятель — священник Иоанн Депутатов                                   |             | Московская область, Шатурский район, урочище Курилово 55°46′16″ с. ш. 39°36′33″ в. д.                             |
| Церковь Казанской иконы Божией Матери              | 1896—1900            | Храм в русском стиле с трапезной и колокольней. Престолы: - Казанской иконы Пресвятой Богородицы - Преображения Господня - Святителя Николая Чудотворца и святой мученицы царицы Александры. Настоятель — священник Александр Ионов Объект культурного наследия № 5000002774                                                         |             | Московская область, Шатурский район, село Петровское 55°34′42″ с. ш. 39°29′17″ в. д. Официальный сайт             |
| Церковь Покрова Пресвятой Богородицы               | 1831                 | Однокупольный кирпичный храм в стиле классицизма с колокольней. Престолы: - Покрова Пресвятой Богородицы - Святого Николая Чудотворца - Архистратига Михаила Настоятель — игумен Иов (Кузьмин) Объект культурного наследия № 5000002775                                                                                              |             | Московская область, Шатурский район, село Пустоша 55°35′49″ с. ш. 40°01′25″ в. д. Официальный сайт                |
| Архангельская церковь                              |                      | Настоятель — священник Сергий Куликов |             | Московская область, Шатурский район, село Пышлицы 55°17′21″ с. ш. 40°04′19″ в. д. Официальный сайт                |
| Храм в честь иконы Божией Матери Нечаянная Радость | 1997—2002            | Деревянная одноглавая церковь простой архитектуры с шатровой колокольней. Настоятель — священник Алексий Цыганков |             | Московская область, Шатурский район, посёлок Радовицкий 55°07′49″ с. ш. 39°47′42″ в. д. Официальный сайт          |
| Храм иконы Божией Матери «Всех скорбящих Радость»  | 1998                 | Церковь устроена в кирпичном здании постройки 1910-х, надстроена деревянным куполом. Настоятель — иеромонах Пётр (Чернышов) |             | Московская область, город Рошаль 55°39′37″ с. ш. 39°52′52″ в. д. Официальный сайт                                 |
| Церковь Николая Чудотворца                         | 1882—1885            | Четырёхстолпный храм с декоративным пятиглавием над центральной частью и многоярусной колокольней. Престолы: - Спасителя, исцелившего расслабленного - Иконы Божией Матери «Всех скорбящих Радость» Настоятель — священник Илья Депутатов Объект культурного наследия № 5000002776                                                   |             | Московская область, Шатурский район, село Середниково 55°15′14″ с. ш. 39°40′51″ в. д. Официальный сайт            |
| Церковь Святой Мученицы Параскевы Пятницы          | 1897—1916            | Кирпичная четырёхстолпная церковь с декоративным пятиглавием над центральной частью, построенная по проекту, близкому к типовым. Престолы: - Казанской иконы Божией Матери - Святой великомученицы Параскевы - Преподобного Серафима Саровского Настоятель — священник Владислав Решетников Объект культурного наследия № 5000002777 |             | Московская область, Шатурский район, деревня Туголес 55°31′43″ с. ш. 39°43′06″ в. д. Официальный сайт             |
| Церковь Троицы Живоначальной                       | 1882                 | Состоит из основного объёма типа восьмерик на четверике, трапезной и колокольни. Престолы: - Живоначальной Троицы - Святителя Николая Чудотворца - Зачатия праведною Анною Пресвятой Богородицы Настоятель — священник Евгений Шевыкин Объект культурного наследия № 5000002778                                                      |             | Московская область, Шатурский район, село Шарапово 55°17′26″ с. ш. 39°32′19″ в. д. Официальный сайт               |
| Храм Новомучеников и Исповедников Шатурских        | 2001—2003            | Деревянная церковь, одноглавый четверик под четырёхскатной крышей с алтарем, притвором и звонницей. Относится к приходу церкви Николая Чудотворца (недостроенная). Настоятель — иеромонах Пётр (Чернышов) |             | Московская область, город Шатура 55°34′34″ с. ш. 39°31′13″ в. д. Официальный сайт                                 |

- Часовня Серафима Саровского[4] — приписана к Церкви Покрова Пресвятой Богородицы в селе Власово.
- Кирпичная часовня на кладбище[5] — приписана к Церкви Покрова Пресвятой Богородицы в селе Власово.
- Храм-часовня свв. Царственных мучеников в деревне Коробовская[6] — приписан к Церкви Великомученика Димитрия Солунского в селе Дмитровский Погост.
- Церковь-часовня Иконы Божией Матери Боголюбская в деревне Горелово[7] — приписана к Церкви Великомученика Димитрия Солунского в селе Дмитровский Погост.
- Косьмо-Дамиановский больничный храм[8] — приписан к Церкви Великомученика Димитрия Солунского в селе Дмитровский Погост.
- Храм блаженной Ксении Петербургской[9] — приписан к Церкви Казанской иконы Божией Матери в селе Петровском.
- Крестильный храм священномучеников Александра (Сахарова) и Иоанна[10] — приписан к Церкви Казанской иконы Божией Матери в селе Петровском.
- Церковь-часовня Иконы Божией Матери Всех Скорбящих Радость[11] — приписана к Церкви Николая Чудотворца в селе Середниково.
- Крестильный храм свт. Тихона, патриарха Московского — приписан к Церкви Святой Мученицы Параскевы Пятницы села Туголес.
- Часовня в Рабочем посёлке в Шатуре[12].

## Несохранившиеся храмы благочиния
- Церковь Иконы Божией Матери Казанская[13] в Андреевских Выселках.
- Церковь Воскресения Христова[14] в селе Дуброве.
- Церковь Николая Чудотворца[15] и Церковь Успения Пресвятой Богородицы[16] села Вышелес.
- Церковь Покрова Пресвятой Богородицы[17], Церковь Воскресения Словущего (старая)[18] и Церковь Воскресения Словущего (новая)[19] в селе Кривандино.
- Церковь иконы Божией Матери Казанская[20] и Церковь Иконы Божией Матери Всех Скорбящих Радость[21] села Шеино.
- Церковь Покрова Пресвятой Богородицы[22] и Церковь Вознесения Господня[23] в селе Ильмяны.
- Церковь Покрова Пресвятой Богородицы[24] во Фроле.
- Церковь Троицы Живоначальной[25] в селе Ланино.
- Церковь Параскевы Пятницы Великомученицы[26] и Церковь Успения Пресвятой Богородицы[27] в селе Пятнице.
- Церковь Троицы Живоначальной[28] в Песках.
- Церковь Воздвижения Честного Креста Господня[29] в Мишеронском.
- Церковь Всех Святых[30] в Дмитровском Погосте.
- Церковь Иконы Божией Матери Тихвинская (деревянная)[31] в Александро-Мариинском монастыре.
- Церковь Покрова Пресвятой Богородицы[32] в Новошино
- Церковь Иконы Божией Матери Боголюбская[33] в Пышлицах
- Церковь Троицы Живоначальной в селе Остров
- Церковь[34] в деревне Кузнецы.

Часовни были в следующих деревнях: Кулаковка, Новосельцево, Парфеновская, Самойлиха, Тюшино, Ботино, Новошино.